# Chinoperla nigrifrons
Chinoperla nigrifrons är en bäcksländeart som först beskrevs av Banks 1939.  Chinoperla nigrifrons ingår i släktet Chinoperla och familjen jättebäcksländor. Inga underarter finns listade i Catalogue of Life.